# Poromya houbricki
Poromya houbricki är en musselart som beskrevs av Bernard 1989. Poromya houbricki ingår i släktet Poromya och familjen Poromyidae. Inga underarter finns listade i Catalogue of Life.